# Rezolucja Rady Bezpieczeństwa ONZ nr 2712
Rezolucja Rady Bezpieczeństwa ONZ nr 2712 została przyjęta 15 listopada 2023 r.
Rada wezwała do wprowadzenia przerw oraz korytarzy humanitarnych podczas operacji Izraela w Strefie Gazy.
Rezolucja przyjęta 12 głosami "za", przy wstrzymaniu się od głosu Rosji, USA i Wielkiej Brytanii.